# اچ‌ام‌اس سیسرون (اف۱۷۰)
اچ‌ام‌اس سیسرون (اف۱۷۰) (به انگلیسی: HMS Cicero (F170)) یک کشتی بود که طول آن ۳۹۶ فوت ۵ اینچ (۱۲۰٫۸۳ متر) بود. این کشتی در سال ۱۹۴۳ ساخته شد.